# 塘螈属
塘螈属（学名：Laccotriton，来自"Lacco"池塘+"triton"蝾螈）是一种生存于白垩纪的史前有尾目小鲵科物种，发现于中国河北。

## 鉴别特征
该属为一种具有宽头圆吻的蝾螈类，上颌骨及鼻骨发育, 肩胛和乌喙骨愈合成单一结构，肢骨完全骨化无退化现象。因为其额骨前侧突未伸入鼻骨区，该物种区别于进步的隐鳃鲵类、鳗螈类及两栖鲵类。该物种标本无外鳃结构且具完全骨化的肢骨，说明塘螈属是一类变态发育的蝾螈类。该物种体型较小，吻臀长度在40至50毫米之间，且其尾长近于与躯干长度相等。头顶膜质骨缺失后顶骨、后眶骨、颧骨、棒骨和上颞骨。这些骨骼的退化缺失是蝾螈类甚至是滑体两栖类所共有的特征。鼻骨、额骨和顶骨成对，具有三对呈直线排列膜质骨鼻骨、额骨、顶骨构成的头骨顶盖。与其它蝾螈类相同，由于眶后骨缺失，颞区完全开放。一对前额骨发育，构成眶孔前缘。额骨中线明显，但无囱窗发育。顶骨形成脑颅后区顶盖，且与额骨一起构成眶孔内缘。